# 마산시 회원구
마산시 회원구는 대한민국의 옛 국회의원 선거구이다. 당시 경상남도 마산시 회원구 지역을 관할했다.

## 역사
1990년 7월 1일을 기해 마산시에 구제가 실시되면서 일반구인 회원구가 설치되었다. 이에 제14대 국회의원 선거를 앞두고 마산시 을선거구가 마산시 회원구 선거구로 개편되었다.
1995년 1월 1일을 기해 창원군 내서면이 마산시 회원구에 편입되었다. 이에 제15대 국회의원 선거를 앞두고 해당 지역이 관할 구역에 추가되었다.
2000년 12월 31일을 기해 마산시가 구제를 폐지했다. 이에 제17대 국회의원 선거를 앞두고 마산시 을 선거구로 개편되었다.

## 역대 국회의원
| 선거   | 정당 | 정당       | 의원   |
| ------ | ---- | ---------- | ------ |
| 1992년 |      | 민주자유당 | 강삼재 |
| 1996년 |      | 신한국당   | 강삼재 |
| 2000년 |      | 한나라당   | 강삼재 |

## 역대 선거 결과

### 대한민국 제14대 국회의원 선거
|  | 53.57% |

|  | 29.42% |

|  | 9.15% |

|  | 7.84% |

### 대한민국 제15대 국회의원 선거
|  | 50.16% |

|  | 32.79% |

|  | 7.55% |

|  | 4.63% |

|  | 2.77% |

|  | 2.07% |

### 대한민국 제16대 국회의원 선거
|  | 63.41% |

|  | 14.73% |

|  | 14.07% |

|  | 7.77% |